# Internationale Schweizer Eishockeymeisterschaft 1918/19
Die Saison 1918/19 war die vierte reguläre Austragung der Internationalen Schweizer Eishockeymeisterschaft. Meister wurde der HC Rosey Gstaad.

## Hauptrunde

### Gruppe 1
| Pl. | Team               | Sp. | S | U | N | Pkt. |
| --- | ------------------ | --- | - | - | - | ---- |
| 1.  | HC Bellerive Vevey | 2   | 2 | 0 | 0 | 4    |
| 2.  | HC Bern            | 2   | 1 | 0 | 1 | 2    |
| 3.  | HC Servette        | 2   | 0 | 0 | 2 | 0    |

### Gruppe 2
| Pl. | Team                        | Sp. | S | U | N | Pkt. |
| --- | --------------------------- | --- | - | - | - | ---- |
| 1.  | HC Rosey Gstaad             | 2   | 2 | 0 | 0 | 4    |
| 2.  | Club des Patineurs Lausanne | 2   | 1 | 0 | 1 | 2    |
| 3.  | HC Caux                     | 2   | 0 | 0 | 2 | 0    |

## Meisterschaftsfinal
- HC Rosey Gstaad – HC Bellerive Vevey 2:0